# Truro-Pelike-Maler
Als Truro-Pelike-Maler wird ein apulischer Vasenmaler des dritten Viertels des 4. Jahrhunderts v. Chr. bezeichnet.
Seinen Notnamen erhielt der Truro-Pelike-Maler aufgrund einer ihm zugewiesenen Pelike, die sich in einer Sammlung in Truro befindet. Die Darius-Unterwelt-Werkstatt, in der er arbeitete, gilt als Manufaktur mit den qualitätvollsten Arbeiten rotfiguriger apulischer Vasen der entsprechenden Zeit. Er gehört zu einer Gruppe von Künstlern der Werkstatt, zu der auch der Lucera-Maler und der Haifa-Maler gehören, deren Vasen auf der Hauptseite meist Jünglinge, Satyre oder Eros in der Gesellschaft einer Frau zeigen. Bei größeren Vasen können auch bis zu drei Manteljünglinge dargestellt werden.